# 鲍里斯·潘金

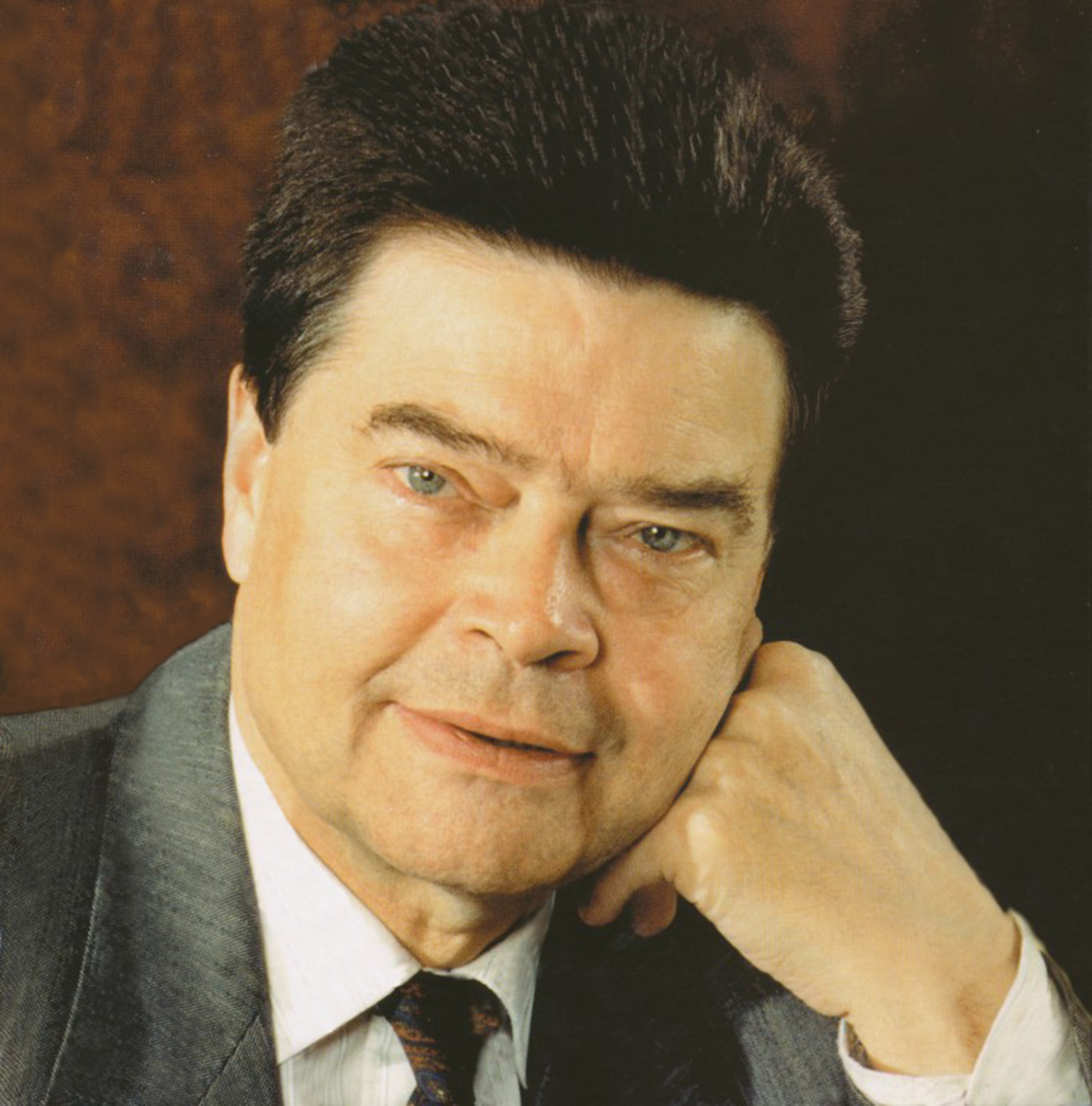
鲍里斯·潘金

鲍里斯·德米特里耶维奇·潘金（俄语：Борис Дмитриевич Панкин，1931年–），苏联政治人物。1991年8月28日至1991年11月14日，担任苏联外交部代理部长。

## 生平
1931年，鲍里斯·潘金生于苏联吉尔吉斯苏维埃社会主义共和国伏龙芝市（即比什凯克），毕业于莫斯科大学。1958年加入苏联共产党。1982年至1990年，担任苏联驻瑞典大使。1990年至1991年，担任苏联驻捷克斯洛伐克大使，为最后一任苏联驻捷斯大使。